# 仙霞铁线蕨
仙霞铁线蕨（学名：Adiantum juxtapositum）为铁线蕨科铁线蕨属下的一个种。